# Аль-Хусейни, Селим
Селим аль-Хусейни (араб. سليم الحسيني‎; ? — 1908) — мэр города Иерусалим с 1882 по 1897 год.
Его сыновья Хусейн аль-Хусейни и Муса аль-Хусейни позже сами стали мэрами Иерусалима. Селим был членом совета Иерусалима и входил в известный иерусалимский клан аль-Хусейни. Он построил городской дворец, который позже превратился в учреждение Dar al-Tifl. Селим аль-Хусейни умер в 1908 году и был похоронен в предместье Шейх-Джаррах возле American Colony Hotel.